# Estadio Liga Cantonal De Arenillas
El Estadio Liga Deportiva Cantonal de Arenillas es un estadio multiusos. Está ubicado en la Calle guayaqui y alajuela de la ciudad de Arenillas, provincia de El Oro. Fue inaugurado el 15 de septiembre de 1998. Es usado mayoritariamente para la práctica del fútbol, y allí juega como local el único equipo de la ciudad el Sociedad Deportivo Cóndor  , equipos de la Segunda Categoría del fútbol ecuatoriano. Tiene capacidad para 8500 espectadores.